# Ropalopus siculus
Ropalopus siculus är en skalbaggsart som först beskrevs av Wilhelm Gustav Stierlin 1864.  Ropalopus siculus ingår i släktet Ropalopus och familjen långhorningar. Inga underarter finns listade i Catalogue of Life.